# Mode normal

Visualisation d'un mode normal de vibration d'une peau de tambour, constitué d'une membrane circulaire souple attachée rigidement sur la totalité de ses bords. Voir d'autres modes.

Pour un système oscillatoire à plusieurs degrés de liberté, un mode normal ou mode propre d'oscillation est une forme spatiale selon laquelle un système excitable (micro ou macroscopique) peut osciller après avoir été perturbé au voisinage de son état d'équilibre ; une fréquence naturelle de vibration est alors associée à cette forme. Tout objet physique, comme une corde vibrante, un pont, un bâtiment ou encore une molécule possède un certain nombre, parfois infini, de modes normaux de vibration qui dépendent de sa structure, de ses constituants ainsi que des conditions aux limites qui lui sont imposées. Le nombre de modes normaux est égal à celui des degrés de liberté du système.
Le mouvement le plus général d'un système est une superposition de modes normaux. Le terme « normal » indique que chacun de ces modes peut vibrer indépendamment des autres, c'est-à-dire que l'excitation du système dans un mode donné ne provoquera pas l'excitation des autres modes. En d'autres termes, la décomposition en modes normaux de vibration permet de considérer le système comme un ensemble d'oscillateurs harmoniques indépendants dans l'étude de son mouvement au voisinage de sa position d'équilibre.
Si le système est soumis à une excitation externe, il peut entrer en résonance avec chacune des fréquences propres associées aux différents modes normaux. Cette considération est cruciale en génie civil, par exemple, où il est important de déterminer ces fréquences propres afin de s'assurer que, dans les conditions normales d'utilisation, une structure ne sera pas soumise à des excitations dans leurs domaines fréquentiels. Faute de cette précaution, une résonance de la construction pourrait mener à sa dégradation voire à sa destruction.
Au-delà de la théorie des oscillations mécaniques ou électriques, le concept de mode normal possède une importance fondamentale. Il a servi de paradigme pour développer les concepts d'état propre en mécanique quantique, ou encore celui de photon dans le cadre de la quantification du champ électromagnétique, laquelle peut être effectuée en décomposant le champ classique en « modes normaux » qui sont ensuite quantifiés.

## Mise en évidence des modes normaux: oscillateurs mécaniques couplés
La notion de mode normal peut être mise en évidence dans un cas concret, celui de deux oscillateurs harmoniques couplés, en considérant deux systèmes masse-ressort, de mêmes masses {\textstyle m_{1}=m_{2}=m}. Celles-ci sont reliées chacune à un support rigide par des ressorts de mêmes raideurs notée {\textstyle k}, et couplées par un autre ressort de raideur {\textstyle K}. L'ensemble peut se déplacer horizontalement avec des frottements négligeables (cf. figure ci-dessous).

### Aspects expérimentaux
Expérimentalement, il est possible d'observer les éléments suivants :
- si les masses sont mises en mouvement de façon quelconque, elles oscillent chacune avec un mouvement compliqué qui n'est pas purement sinusoïdal[N 2] ;
- toutefois, si à l'instant initial les masses sont écartées par rapport à leur position d'équilibre de la même distance, et dans le même sens, puis relâchées sans vitesse, elles oscillent toutes deux de façon harmonique à la pulsation {\displaystyle \omega _{1}=\omega _{0}={\sqrt {\frac {k}{m}}}}, égale à celle d'un système masse-ressort "isolé" ;
- si en revanche, elles sont écartées initialement de la même distance, mais dans des sens opposés, puis relâchées là encore sans vitesse, les deux masses oscillent de façon harmonique à une pulsation {\displaystyle \omega _{2}>\omega _{1}}, les mesures permettant de montrer la relation {\displaystyle \omega _{2}={\sqrt {\frac {k+2K}{m}}}}.

Ainsi, l'expérience met en évidence dans ce cas simple deux types de mouvements harmoniques "purs", associés chacun à deux pulsations particulières, obtenus pour des conditions initiales précises: ceux-ci correspondent aux deux modes normaux, appelés aussi "modes propres", du système. Une analyse plus poussée des résultats expérimentaux permettrait de montrer que le mouvement obtenu pour des conditions initiales quelconques est une superposition des mouvements harmoniques correspondants aux deux modes normaux mis en évidence, affectées chacun d'amplitudes et de phases à l'origine différentes.

### Équations du mouvement et mise en évidence des modes normaux
Les déplacements par rapport à la position d'équilibre statique où tous les ressorts sont détendus, sont notés {\displaystyle x_{1}(t)} et {\displaystyle x_{2}(t)}. Le système est donc à deux degrés de liberté, et l'application de la relation fondamentale de la dynamique à chacune des deux masses permet d'obtenir les équations du mouvement :
{\displaystyle m{\ddot {x}}_{1}=-kx_{1}+K(x_{2}-x_{1})\,\!}
{\displaystyle m{\ddot {x}}_{2}=-kx_{2}-K(x_{2}-x_{1})\,\!}
Ces équations constituent un système d'équations différentielles linéaires (à coefficients constants) couplées : ceci traduit la dépendance du mouvement d'une des masses avec l'autre, causée par la présence du ressort de couplage central.
Il est cependant aisé de découpler le système en considérant respectivement la somme et la différence membre à membre de ces deux équations, ce qui revient à introduire de nouvelles coordonnées dites normales :
{\displaystyle X_{1}=x_{1}+x_{2}\,\!},
{\displaystyle X_{2}=x_{2}-x_{1}\,\!},
relations qui s'inversent aussitôt en :
{\displaystyle x_{1}={\frac {1}{2}}\left(X_{1}-X_{2}\right)\,\!},
{\displaystyle x_{2}={\frac {1}{2}}\left(X_{1}+X_{2}\right)\,\!},
En utilisant les variables normales {\displaystyle X_{1}} et {\displaystyle X_{2}} les équations du mouvement se réécrivent sous la forme d'un système d'équations différentielles découplées, décrivant l'évolution de deux oscillateurs harmoniques indépendants :
{\displaystyle m{\ddot {X}}_{1}=-kX_{1}\,\!}
{\displaystyle m{\ddot {X}}_{2}=-(k+2K)X_{2}\,\!},
soit encore en introduisant les pulsations propres des deux modes normaux : {\displaystyle \omega _{01}={\sqrt {\frac {k}{m}}}} et {\displaystyle \omega _{02}={\sqrt {\frac {k+2K}{m}}}} :
{\displaystyle {\ddot {X}}_{1}+\omega _{01}^{2}X_{1}=0\,\!}
{\displaystyle {\ddot {X}}_{2}+\omega _{02}^{2}X_{2}=0\,\!}.
La résolution de ces équations est immédiate, et il vient aussitôt :
{\displaystyle X_{1}(t)=X_{1m}\cos {(\omega _{01}t+\phi _{1})}\,\!},
{\displaystyle X_{2}(t)=X_{2m}\cos {(\omega _{02}t+\phi _{2})}\,\!},
où {\displaystyle X_{1m},X_{2m},\phi _{1},\phi _{2}} sont des constantes dépendant des conditions initiales imposées au système. Par suite, le mouvement le plus général est celui d'une superposition de deux oscillations harmoniques de pulsations {\displaystyle \omega _{01}} et {\displaystyle \omega _{02}} correspondant à celles des modes normaux de vibration du système :
{\displaystyle x_{1}(t)={\frac {1}{2}}\left(X_{1m}\cos {(\omega _{01}t+\phi _{1})}-X_{2m}\cos {(\omega _{02}t+\phi _{2})}\right)\,\!},
{\displaystyle x_{2}(t)={\frac {1}{2}}\left(X_{1m}\cos {(\omega _{01}t+\phi _{1})}+X_{2m}\cos {(\omega _{02}t+\phi _{2})}\right)\,\!}.

### Interprétation physique des modes normaux
Il est important de souligner que si les conditions initiales sont telles que le système oscille dans un mode normal donné, i.e. si {\displaystyle X_{1m}=0} ou {\displaystyle X_{2m}=0}, le système restera dans ce mode pendant la suite de l'évolution ultérieure. Ce résultat est bien entendu lié au fait que les équations du mouvement correspondant aux coordonnées normales correspondent à des oscillateurs harmoniques indépendants.
Il est facile de vérifier qu'il est possible de faire osciller chacune des masses dans le premier mode normal {\displaystyle X_{1}(t)}, de pulsation {\displaystyle \omega _{01}} en déplaçant initialement chacune des masses de la même distance et dans le même sens, puis en les relâchant sans vitesse, ce qui correspond aux conditions initiales {\displaystyle x_{1}(t=0)=x_{2}(t=0)=x_{0}} et {\displaystyle {\dot {x_{1}}}(t=0)={\dot {x_{2}}}(t=0)=0}. Dans ce cas il vient {\displaystyle X_{1m}=2x_{0},X_{2m}=0} et {\displaystyle \phi _{1}=\phi _{2}=0}, et le système oscille donc dans ce mode propre à la pulsation propre {\displaystyle \omega _{01}} qui correspond en fait à celle de chacun des systèmes masse-ressort découplés. Physiquement l'oscillation dans un tel mode correspond à un déplacement simultané, en phase, des deux masses, sans déformation du ressort de couplage: ceci est en réalité la conséquence du fait que {\displaystyle X_{1}(t)} décrit le déplacement du centre d'inertie du système. Ce mode propre est souvent qualifié de symétrique en raison de ses caractéristiques.
L'oscillation des masses selon le second mode normal est obtenue en écartant chacune des deux masses dans des sens opposés et de la même distance absolue, puis en les relâchant sans vitesse, soit pour des conditions initiales {\displaystyle x_{2}(t=0)=-x_{1}(t=0)=x_{0}} et {\displaystyle {\dot {x_{1}}}(t=0)={\dot {x_{2}}}(t=0)=0}. Dans ce cas il vient {\displaystyle X_{1m}=0,X_{2m}=2x_{0}} et {\displaystyle \phi _{1}=\phi _{2}=0}. Les deux masses oscillent en opposition de phase à la pulsation propre {\displaystyle \omega _{02}}, avec la même amplitude : par suite le centre d'inertie du système est fixe lorsqu'il y a oscillation dans un tel mode, qualifié souvent d'antisymétrique en raison de ses propriétés.

### Méthode matricielle
La mise en évidence des modes normaux peut également se faire en utilisant une méthode matricielle. Les équations du mouvement précédentes peuvent se mettre sous la forme :
{\displaystyle m{\ddot {\vec {x}}}={\begin{bmatrix}-(k+K)&K\\K&-(k+K)\end{bmatrix}}{\vec {x}}\quad {\text{avec}}\quad {\vec {x}}={\begin{pmatrix}x_{1}(t)\\x_{2}(t)\end{pmatrix}}},
Le principe est alors de rechercher des solutions harmoniques de pulsation {\displaystyle \omega } à cette équation différentielle matricielle, en posant {\displaystyle {\vec {x}}_{\omega }={\vec {x_{m}}}e^{j\omega t}}, où {\displaystyle {\vec {x_{m}}}={\begin{pmatrix}X_{1m}\\X_{2m}\end{pmatrix}}} est un vecteur constant contenant les amplitudes des oscillations, et {\displaystyle j^{2}=-1}. Il est évident que {\displaystyle {\ddot {\vec {x}}}_{\omega }=-\omega ^{2}{\vec {x}}_{\omega }} et l'équation matricielle se ramène alors à une équation aux valeurs propres :
{\displaystyle [K]{\vec {x}}_{\omega }=-m\omega ^{2}{\vec {x}}_{\omega }},
où
{\displaystyle [K]={\begin{bmatrix}-(k+K)&K\\K&-(k+K)\end{bmatrix}}}
est la "matrice des raideurs" dont {\displaystyle {\vec {x}}_{\omega }} est vecteur propre correspondant à la valeur propre {\displaystyle -m\omega ^{2}}. Par suite {\displaystyle \omega } sera solution de l'équation :
{\displaystyle \mathrm {det} \left([K]+m\omega ^{2}[I]\right)=0}
avec {\displaystyle {\hat {1}}} matrice 2x2 unité. Les valeurs obtenues pour les pulsations des modes propres sont évidemment les mêmes que celles du paragraphe précédent. Les expressions des modes propres sont obtenues en considérant les vecteurs propres associés à chacune des valeurs propres.
Cette méthode présente l'avantage de pouvoir être généralisée, au moins en théorie, à un nombre quelconque de degrés de libertés et à des situations plus générales, avec des masses ou raideurs différentes, ou encore d'autre type d'oscillateurs couplés, par exemple électrique. Elle peut cependant résulter en des calculs assez lourds, nécessitant le recours à des méthodes de calcul numérique.

## Généralisation à un système à plusieurs degrés de liberté
Les notions précédentes peuvent se généraliser aux oscillations libres au voisinage d'une position d'équilibre stable d'un système comportant N degrés de libertés, correspondant aux coordonnées et vitesses généralisées notées {\displaystyle q=\left(q_{1},q_{2},...,q_{N}\right)} et {\displaystyle {\dot {q}}=\left({\dot {q_{1}}},{\dot {q_{2}}},...,{\dot {q_{N}}}\right)}, considéré comme conservatif, c'est-à-dire où les termes de dissipation d'énergie sont négligés, et sans interaction avec un champ extérieur. Le formalisme de la mécanique analytique, en l'occurrence le formalisme lagrangien, est le plus adapté pour procéder à une telle généralisation.

### Expression du lagrangien au voisinage d'une position d'équilibre stable
De façon générale le lagrangien d'un tel système est de la forme
{\displaystyle L(q,{\dot {q}})=T(q,{\dot {q}})-U(q)},
où {\displaystyle T(q,{\dot {q}})} correspond à l'énergie cinétique totale du système, qui s'écrit de façon générale :
{\displaystyle T(q,{\dot {q}})={\frac {1}{2}}\sum _{i,j}{a_{ij}(q){\dot {q}}_{i}{\dot {q}}_{j}}},
les indices i et j allant de 1 à N, et les quantités {\displaystyle a_{ij}} étant telles que {\displaystyle a_{ij}=a_{ji}},,.
Si {\displaystyle q_{0}=\left(q_{10},q_{20},...,q_{N0}\right)} correspond à une position d’équilibre stable du système, l'énergie potentielle {\displaystyle U(q)} est minimale pour celle-ci, et il est possible de façon générale de développer {\displaystyle U(q)} au voisinage de {\displaystyle q_{0}}, ce qui donne :
{\displaystyle U(q)\approx U(q_{0})+{\frac {1}{2}}\sum _{i,j}{k_{ij}\left(q_{i}-q_{i0}\right)\left(q_{j}-q_{j0}\right)}},
les coefficients {\displaystyle k_{ij}} étant symétriques ({\displaystyle k_{ij}=k_{ji}}), et tels que la forme quadratique soit définie positive, en accord avec le fait que {\displaystyle q_{0}=\left(q_{10},q_{20},...,q_{N0}\right)} correspond à un minimum de l'énergie potentielle. Il est alors utile de prendre {\displaystyle q_{0}=\left(q_{10},q_{20},...,q_{N0}\right)} pour origines de l'énergie potentielle et des coordonnées, en posant {\displaystyle x_{i}=q_{i}-q_{i0}}, ce qui donne pour l'expression de l'énergie potentielle au voisinage de la position d'équilibre stable du système:
{\displaystyle U(x)\approx {\frac {1}{2}}\sum _{i,j}{k_{ij}x_{i}x_{j}}}.
Par ailleurs en posant {\displaystyle q_{i}\approx q_{i0}} dans les coefficients {\displaystyle a_{ij}} de l'expression de l'énergie cinétique, il vient l'expression approchée au même ordre de celle-ci :
{\displaystyle T({\dot {x}})\approx {\frac {1}{2}}\sum _{i,j}{m_{ij}{\dot {x}}_{i}{\dot {x}}_{j}}},
où {\displaystyle m_{ij}=a_{ij}(q_{0})}. Il est important de noter que ces coefficients n'ont pas nécessairement les dimensions d'une masse, pas plus que les {\displaystyle k_{ij}} n'ont celles d'une raideur en général. Toutefois il est facile de vérifier que dans tous les cas les quantités {\displaystyle {\sqrt {\frac {k_{ij}}{m_{ij}}}}} ont les dimension d'une pulsation.

### Équations du mouvement - Équation caractéristique des modes propres
Au voisinage d'une position d'équilibre stable le lagrangien d'un système conservatif à plusieurs degrés de liberté s'écrit alors :
{\displaystyle L(x,{\dot {x}})={\frac {1}{2}}\sum _{i,j}{m_{ij}{\dot {x}}_{i}{\dot {x}}_{j}-{\frac {1}{2}}\sum _{i,j}{k_{ij}x_{i}x_{j}}}},
et en tenant compte de la symétrie des constantes {\displaystyle m_{ij}} et {\displaystyle k_{ij}} les équations du mouvement de Lagrange correspondantes sont données par :
{\displaystyle \sum _{j}{m_{ij}{\ddot {x}}_{j}}=-\sum _{j}{k_{ij}x_{j}}}, {\displaystyle i=1,...,N}.
Il s'agit donc d'un système d'équations différentielles linéaires couplées, à coefficients constants : il est possible de rechercher des solutions sinusoïdales à ce système, en posant (en notation complexe) {\displaystyle {\underline {x}}_{j}(t)={\underline {A}}_{j}e^{i\omega t}}, ce qui implique {\displaystyle {\ddot {\underline {x}}}_{j}(t)=-\omega ^{2}{\underline {x}}_{j}(t)}, les amplitudes complexes {\displaystyle {\underline {A}}_{j}} étant solution d'un système d'équations linéaires de la forme :
{\displaystyle \sum _{j}{\left(k_{ij}-\omega ^{2}m_{ij}\right){\underline {A}}_{j}}=0}, {\displaystyle i=1,...,N}.
Un tel système n'a de solution non triviale (i.e. telle que {\displaystyle {\underline {A}}_{j}\neq 0}) que si les pulsations {\displaystyle \omega } sont solutions de l'équation caractéristique :
{\displaystyle det\left(k_{ij}-\omega ^{2}m_{ij}\right)=0}.
Les pulsations {\displaystyle \omega _{j}} solution de cette équation sont celles des modes propres du système : en général ils sont au nombre de N, mais certaines pulsations peuvent être égales (dégénérescence de mode). Le système d'équations sur les amplitudes complexes {\displaystyle {\underline {A}}_{j}} peut alors être résolu et de façon générale N variables normales {\displaystyle X_{j}(t)}, combinaisons linéaires de {\displaystyle x_{j}(t)} peuvent être introduites, découplant le système d'équations différentielles. Physiquement, pour de petites oscillations au voisinage d'une position d'équilibre stable d'un système conservatif à N degrés de liberté, le problème se ramène à une collection de N oscillateurs harmoniques indépendants correspondants aux différentes pulsations propres {\displaystyle \omega _{j}}.